# Phloeopsis albomaculata
Phloeopsis albomaculata là một loài bọ cánh cứng trong họ Cerambycidae.